# Julius Frauenstädt
Christian Martin Julius Frauenstädt (* 17. April 1813 in Bojanowo, Provinz Posen; † 13. Januar 1879 in Berlin) war ein philosophischer Schriftsteller.

## Leben
Frauenstädt wurde im Haus seines Onkels in Nysa erzogen und konvertierte 1833 vom Judentum zum evangelischen Christentum. Er studierte Theologie und später Philosophie an der Universität zu Berlin, wo er unter den Einfluss der Philosophien von Georg Wilhelm Friedrich Hegel und Friedrich Wilhelm Joseph von Schelling geriet. In dieser Zeit arbeitete er als Privatlehrer für die Familie Sayn-Wittgenstein.
Frauenstädt traf den Philosophen Arthur Schopenhauer im Winter 1846/47 in Frankfurt. Er wurde 1848 Privatdozent und Gelehrter in Berlin, wo er zum Hauptherausgeber und Interpreten von Schopenhauers Philosophie wurde.
Schopenhauer ernannte Frauenstädt zu seinem literarischen Nachlassverwalter zur Herausgabe seiner Werke und nannte ihn „indefatigabilis“ (unermüdlich). Frauenstädt beteiligte sich an zeitgenössischen Debatten über den Materialismus in seinen Büchern von 1855 und 1856 und den Pessimismus in seinen Werken über Schopenhauer.

## Werke
Unter seinen eigenen Schriften sind hervorzuheben:
- Studien und Kritiken zur Theologie und Philosophie (Berlin 1840)
- Über das wahre Verhältnis der Vernunft zur Offenbarung (Darmstadt 1848)
- Ästhetische Fragen (Dessau 1853)
- Briefe über die Schopenhauersche Philosophie (Leipzig 1854)
- Die Naturwissenschaft in ihrem Einfluß auf Poesie, Religion, Moral und Philosophie (Leipzig 1855)
- Der Materialismus (Leipzig 1856)
- Briefe über die natürliche Religion (Leipzig 1858)

Von Schopenhauer zum Erben seines literarischen Nachlasses eingesetzt, veröffentlichte er nicht nur mehrere an des letzteren Philosophie anknüpfende Schriften, z. B.
- Lichtstrahlen aus Schopenhauers Werken (Leipzig 1862, 5. Aufl. 1885), sondern auch zusammen mit Otto Lindner
- Schopenhauer, von ihm, über ihn (Berlin 1863)
- Aus Schopenhauers handschriftlichem Nachlaß (Leipzig 1864)
- Das sittliche Leben (Leipzig 1866)
- Blicke in die intellektuelle, physische und moralische Welt (Leipzig 1869)
- Neue Briefe über die Schopenhauersche Philosophie  (1876) MDZ Reader

Insbesondere veranstaltete Frauenstädt im Auftrag und nach dem Plan des Verstorbenen die erste Gesamtausgabe der Werke Schopenhauers (Leipzig 1873–74, 6 Bde.; 2. Aufl. 1877).
Nach Schopenhauers sämtlichen Schriften und handschriftlichem Nachlass bearbeitete er das Schopenhauer-Lexikon; ein philosophisches Wörterbuch (Leipzig. 1871, 2 Bde.). Auch gab er Lichtstrahlen aus Kants Werken (Leipzig 1872) heraus.
Viele Briefe und Manuskripte von Frauenstädt (sowie Briefe von Schopenhauer) befinden sich im Bestand 21083 F. A. Brockhaus, Leipzig, im Sächsischen Staatsarchiv, Staatsarchiv Leipzig.